# Redita Napoleońska w Gdańsku
Redita Napoleońska, (błędnie Reduta Napoleońska) – zabytkowa redita, znajdująca się na terenie Fortu Grodzisko w Gdańsku. Powstała w okresie Wolnego Miasta Gdańska, w latach 1811–1812.

## Historia
Redita powstała w okresie napoleońskim, w trakcie fortyfikacji systemu obronnego Grodziska. Pomysłodawcą był generał François Nicolas Benoît Haxo, który nakazał zbudować – w miejsce zniszczonego Szańca Bousmarda – ziemną pięcioboczną Lunetę Senarmonta oraz Reditę Napoleońską, będącą kazamatową baterią artyleryjską, spełniającą funkcję ostatniego punktu oporu. 

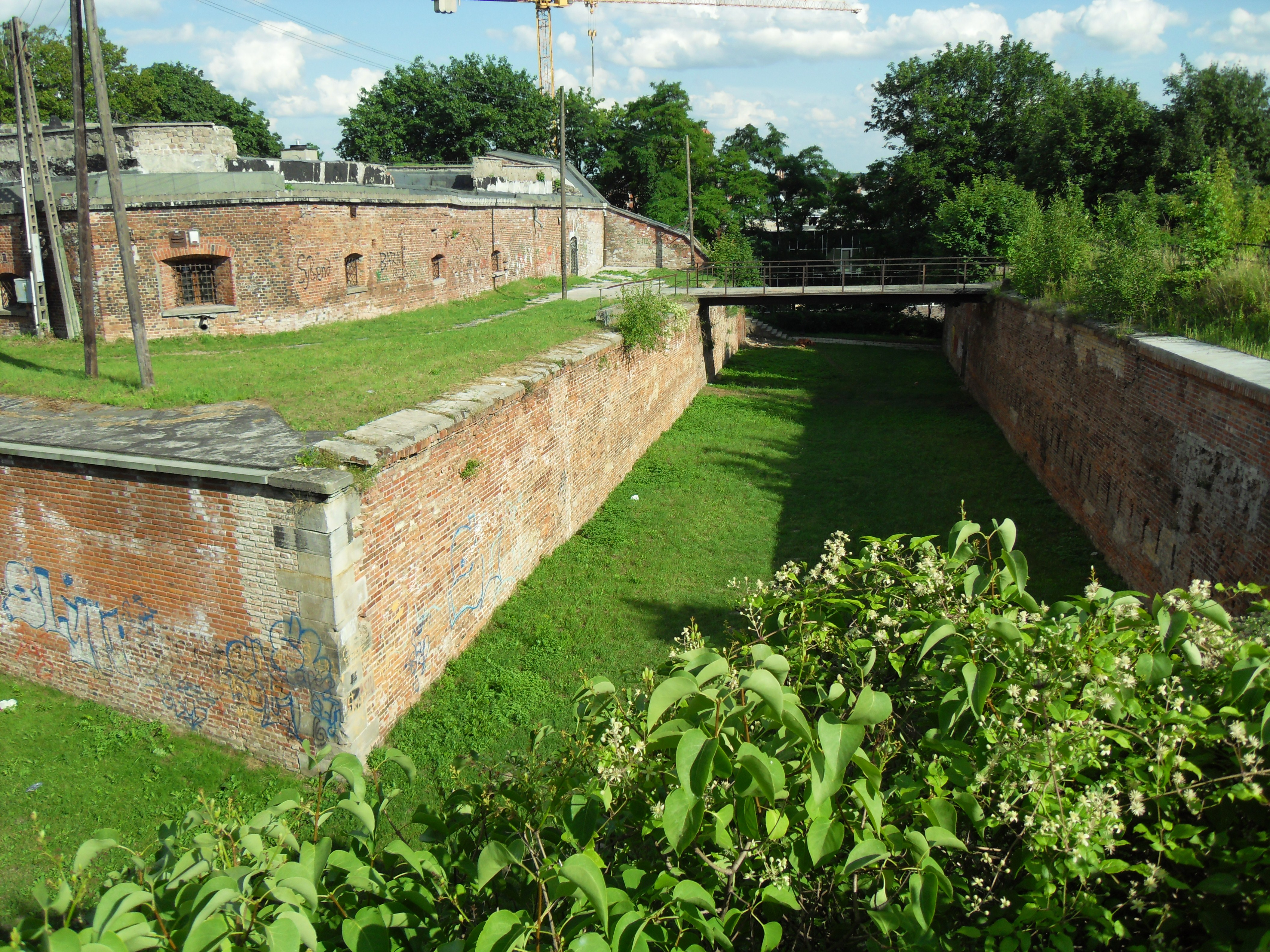
Redita Napoleońska

Specyfiką Redity Napoleońskiej są właśnie kazamaty Haxo, będące kazamatami artyleryjskimi, ze strzelnicami w cienkich ścianach czołowych. W okresie pokojowym kazamaty spełniały rolę zwykłych, przykrytych od góry dodatkowym przedpiersiem ziemnym pomieszczeń użytkowych. W trakcie działań wojennych budowlę obsypywano od zewnątrz ziemią, a strzelnice armat wyprowadzano przez obsypkę długimi, oszalowanymi drewnem tunelami.
Redita miała kształt nieregularnego pięcioboku. Ostrzał artyleryjski był skierowany w stronę Biskupiej Górki na południu, Bramy Oliwskiej na północy oraz na wschodnie zbocza Suchanina. Powyżej kazamat artyleryjskich znajdował się wał dla piechoty i lekkiej artylerii. Otaczająca fosa broniona była przez pojedyncze kazamaty artyleryjskie, połączone ze sobą galerią strzelecką a z Reditą dwoma przejściami pod dnem fosy.
Rozwiązaniem nigdzie wcześniej nie spotykanym była szeroka droga prowadząca z Redity, z dziedzińca, do stóp Grodziska od strony miasta, a następnie aż po drogę krytą miejskich fortyfikacji otwartym odcinkiem drogi ukrytej w wykopie. Rozwiązanie to zostało skopiowane przez Prusaków na Biskupiej Górce około 1830.
W praktyce Redita nie miała znaczenia militarnego podczas następnego oblężenia Gdańska przez wojska rosyjsko-pruskie w roku 1813. Podczas II wojny światowej dobudowano na szczycie Redity wieżyczkę dla obrony przeciwlotniczej. Obecnie Redita Napoleońska jest częścią szlaku pozostałości po francuskiej okupacji Gdańska.